# Зеегаузен (об'єднана громада)
Зеегаузен — об'єднана громада (нім. Verbandsgemeinde) в районі Штендаль, у землі Саксонія-Ангальт, Німеччина.
Об'єднана громада Зеегаузен (Альтмарк) включає в себе муніципалітети:
1. Аланд (Саксонія-Ангальт);
2. Альтмеркіше-Гьоге;
3. Альтмеркіше-Віше;
4. Зеегаузен;
5. Церенталь.